# Ioan Silviu Suciu
Ioan Silviu Suciu född den 24 november 1977 i Sibiu, Rumänien, är en rumänsk gymnast.
Han tog OS-brons i lagmångkampen i samband med de olympiska gymnastiktävlingarna 2004 i Aten.